# Astragalus chinensis
Astragalus chinensis är en ärtväxtart som beskrevs av Carl von Linné d.y.. Astragalus chinensis ingår i släktet vedlar, och familjen ärtväxter. Inga underarter finns listade i Catalogue of Life.